# Wolney Milhomem
Wolney Milhomem (Barra do Corda, 10 de outubro de 1927 — Barra do Corda, 4 de agosto de 1992) foi um jornalista, escritor e poeta brasileiro.

## Biografia
Recebeu as primeiras letras em sua terra natal, e em seguida mudou-se para outros grandes centros. Participou ativamente na assessoria de imprensa durante a construção e fundação da atual capital do Brasil, a cidade de Brasília - Distrito Federal.
Foi presidente da Academia Brasiliense de Letras e exerceu cargos de jornalista, professor, orador, crítico e comentarista político.
Foi membro de diversas outras entidades importantes, tais como a Academia Italiana de Letras, Sociedade Brasileira de Escritores, e também a Academia Maçônica de Letras de Brasília. Nesta última, possui uma cadeira de Patrono.
Foi editorialista do Correio Brasiliense na década de 60, dirigiu a Tribuna da Imprensa Sucursal de Brasília e programas na TV Brasília (Roda Viva) e TV Rio.
Também ocupou os seguintes cargos:
- Consultor do Instituto de Pesquisas e Estudos do Congresso Nacional;
- Assessor de Impressa do Ministério da Justiça;
- Assessor Especial do Ministério da Educação e Cultura;
- Secretário de Imprensa do Governador do Estado do Distrito Federal;
- Assessor para Assuntos Culturais do Governador de Santa Catarina;
- Professor de Cursos de Literatura;
- Foi professor da Escola U.I.Maria Lenir Araujo Meneses

Foi casado com Terezinha de Jesus Raposo Milhomem, e deixou três filhos. Morreu por complicações do diabetes.

## Prêmios e honrarias

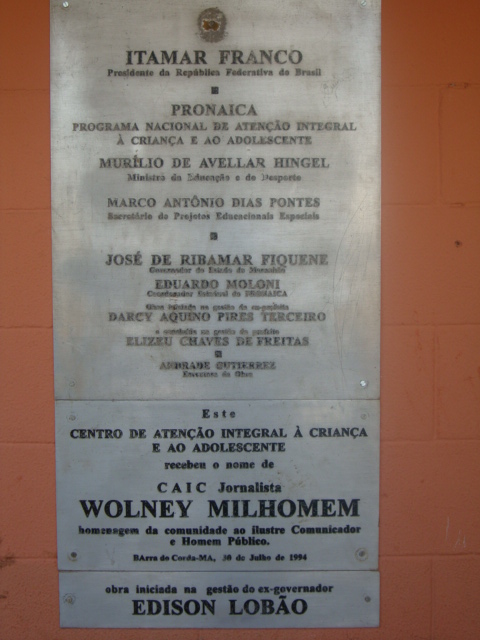
Placa em homenagem a Wolney Milhomem

Em 29 de julho de 1994, foi inaugurado em Barra do Corda o Centro Estadual de Aprendizagem e Integração de Cursos Wolney Milhomem, em homenagem ao escritor.

## Obra
- O Estróina das Horas (1971)
- O Humanista Vitor Meireles (1972)
- A Morte da Tempestade (1973)
- Ore In Frantumi (1974)